# کنت‌نشین تیرول
کنت‌نشین تیرول (انگلیسی: County of Tyrol)، یکی از ممالک امپراتوری مقدس روم که در سال ۱۱۴۰ میلادی تأسیس شد. پس از تأسیس این کنت‌نشین، این قلمرو توسط گراف‌ها کنترل می‌شد تا اینکه این قلمرو ابتدا به دست کنت‌نشین گروزیا و سپس در سال ۱۳۶۳ توسط دودمان هابسبورگ سقوط کرد و به قلمرو آرشیدوک‌نشین اتریش درآمد. با این حال این قلمرو طی دوران بعدی به دست امپراتوری اتریش و اتریش-مجارستان افتاد تا اینکه مرکز این کنت‌نشین در قلمروی ایتالیا قرار گرفت.